# Федонкин, Михаил Александрович
Михаи́л Алекса́ндрович Федо́нкин (род. 19 июня 1946, Орехово-Зуево, Московская область, СССР) — советский и российский палеонтолог, специалист в области стратиграфии и палеонтологии протерозоя, ранней эволюции биосферы, действительный член РАН (2008), профессор (1996), доктор биологических наук, заведующий лабораторией докембрийских организмов Палеонтологического института РАН, заместитель академика-секретаря Отделения наук о земле РАН. Директор Геологического института РАН (2010—2018), председатель Национального комитета геологов России.

## Биография
Родился 19 июня 1946 года в городе Орехово-Зуево Московской области, в семье городского прокурора Александра Михайловича Федонкина.
Учился в Школе № 1 в Орехово-Зуево.
В 1969 году окончил геологический факультет МГУ, кафедру палеонтологии.
Работал в Геологическом институте АН СССР (ГИН АН СССР).
В 1978 году защитил кандидатскую диссертацию (по теме «Бесскелетная фауна и ископаемые следы из венда Севера Русской платформы»), и начал работать в Палеонтологическом институте (ПИН АН СССР). С 1992 года заведующий лабораторией докембрийских организмов ПИН РАН.
В 1985 году защитил диссертацию доктора биологических наук по теме «Бесскелетная фауна венда и её место в эволюции метазоа».

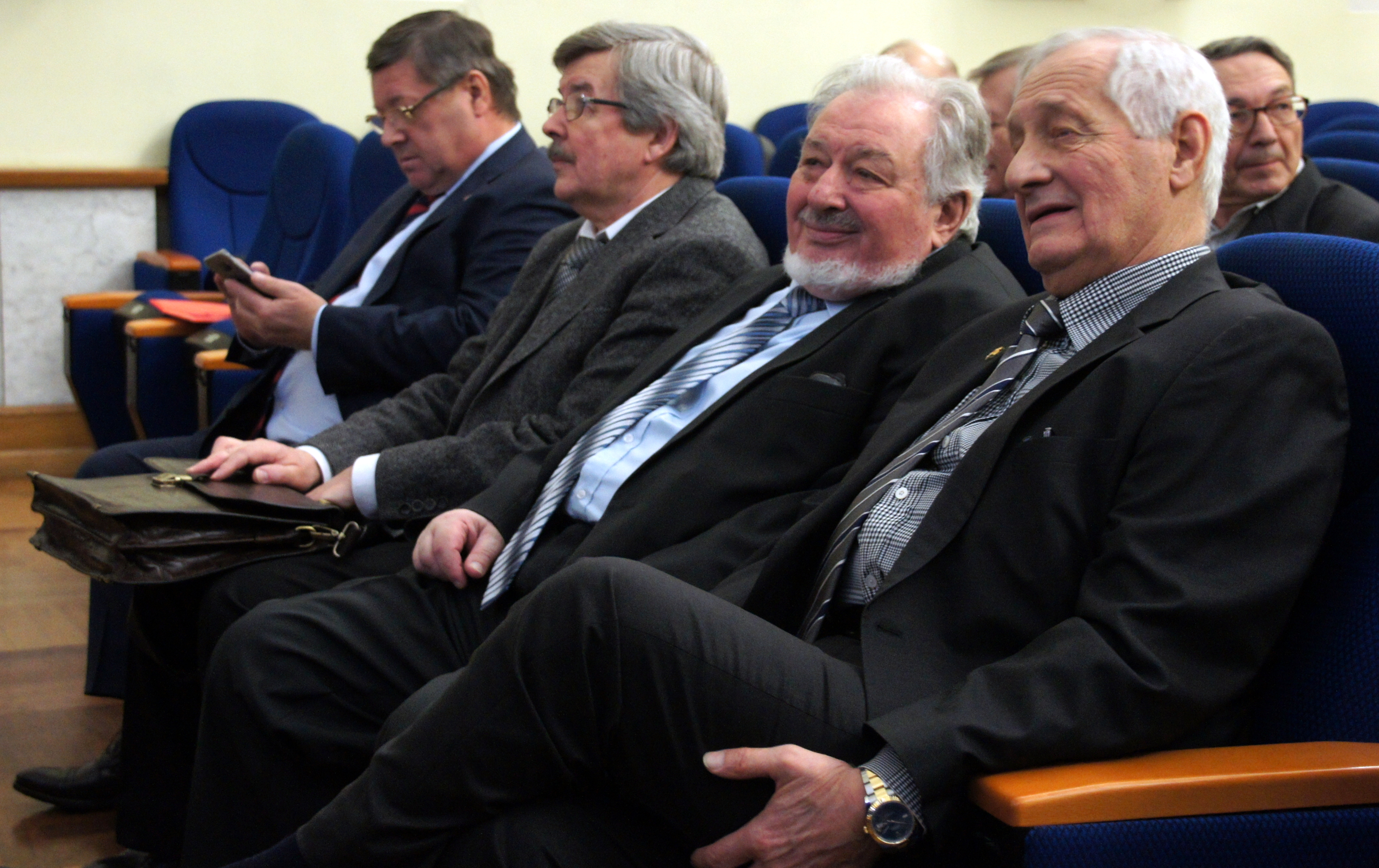
На заседании Отделения наук о Земле РАН

В 1997 году был избран членом-корреспондентом РАН по специальности геология. В 2008 году избран академиком РАН, специальность биогеохимия.
В 2010—2018 годах был директором Геологического института РАН (ГИН РАН).
Член учёного совета ГИН РАН, член диссертационного совета по стратиграфии ГИН РАН.
Главный научный сотрудник лаборатории стратиграфии верхнего докембрия отдела стратиграфии ГИН РАН.
Первооткрыватель мира докембрийских бесскелетных животных. Это открытие в корне изменило представления об истории биосферы и ранней эволюции беспозвоночных. Им также открыто несколько новых типов и классов организмов и разработана оригинальная система животных докембрия.
Профессор в МГУ им. М.В. Ломоносова
Член редколлегии междисциплинарного научного и прикладного журнала «Биосфера»
Руководитель Отдела биогеохимии и геоэкологии Института геохимии и аналитической химии РАН.

## Награды и премии
- 1997 — Медаль Чарльза Дулиттла Валькота Национальной академии наук США — за выдающийся личный вклад в познание докембрия и кембрия[8].
- 2021 — Золотая медаль имени А. П. Карпинского РАН — за выдающиеся работы в области стратиграфии и палеонтологии протерозоя, ранней истории биосферы и эволюционной биогеохимии[9].
- 2023 — Орден «За заслуги перед Отечеством» IV степени.

## Членство в организациях
- 1997 — член-корреспондент РАН по Отделению геологии, геофизики, геохимии и горных наук (геология) с 30 мая 1997 года[3]
- 2008 — академик Российской академии наук по Отделению наук о Земле (биогеохимия) с 29 мая 2008 года.
- Председатель Национального комитета геологов России
- Председатель Российского национального комитета Международной программы по геонаукам и геопаркам.
- Член МСК
- член Российского комитета МПГК
- член Международной рабочей группы МСНГ по терминальной системе докембрия
- член-корреспондент Международного комитета по космическим исследованиям (КОСПАР)
- член Общества осадочной геологии США
- член научного совета МПГК (ЮНЕСКО)
- почётный исследователь и Миллеровский профессор Калифорнийского университета.

## Открытые организмы
Описал новые таксоны, среди них:
- Род Hiemalora Fedonkin, 1982
  - Вид Hiemalora stellaris Fedonkin, 1982[10]
- Род Onega Fedonkin, 1976
  - Вид Onega stepanovi Fedonkin, 1976[11]
  - Вид Horodyskia moniliformis Yochelson, Fedonkin, 2000.

## Основные работы
Автор более 200 научных публикаций, в том числе более десятка монографий, среди них:
- Новые представители докембрийских кишечнополостных на севере Русской платформы — 1980.
- Беломорская биота венда: Докембрийская бесскелетная фауна Севера Русской платформы — 1981
- Органический мир венда. М., 1983;
- Экология докембрийских Metazoa Беломорской биоты — 1983
- Вендская система: Историко-геологическое и палеонтологическое обоснование — 1985
- Бесскелетная фауна венда и её место в эволюции метазоа — 1987
- Proterozoic biosphere. A multidisciplinary study — 1992
- Холодная заря животной жизни // Природа. 2000. № 9.